# San Juan Achiutla
San Juan Achiutla là một đô thị thuộc bang Oaxaca, México. Năm 2005, dân số của đô thị này là 401 người.